# Home fries
Home fries son una guarnición tradicional del desayuno norteamericano (y en menor medida británico) elaborada con papas cortadas en cubos, rodajas o trozos que se fríen en sartén hasta que estén doradas y crujientes. A diferencia de las hash browns, que suelen rallarse, las home fries conservan una textura más gruesa y con frecuencia se sazonan con cebolla, pimientos, hierbas u otras especias.

## Descripción
Este plato es común en cafeterías, comedores y cadenas de comida rápida en Estados Unidos y Canadá, generalmente servido junto a huevos, tostadas o tocino. El método de preparación más habitual consiste en freírlas en aceite o mantequilla, aunque también existen versiones horneadas.
En algunas regiones, platos similares reciben distintos nombres o estilos, pero la característica distintiva de las home fries es el uso de papas cortadas y fritas en sartén en lugar de ralladas. Se consideran una parte esencial de muchos desayunos clásicos.
Las versiones caseras permiten una mayor flexibilidad en los ingredientes y un mejor control sobre las calorías, las grasas y el contenido de sodio, lo que las hace adecuadas para personas que buscan opciones más saludables.

## References
1. ↑  Smith, Andrew (2007). The Oxford Companion to American Food and Drink. New York: Oxford University Press. p. 505. ISBN 9780195307962.
2. ↑  Lukins, S. (1997). U.S.A. Cookbook. Workman Publishing Company. p. 43. ISBN 978-0-7611-7889-7.
3. ↑  Storey, M. (2012). 500 Treasured Country Recipes from Martha Storey and Friends: Mouthwatering, Time-Honored, Tried-And-True, Handed-Down, Soul-Satisfying Dishes. Storey Publishing, LLC. p. 71. ISBN 978-1-61212-222-9.
4. ↑  «Home Fries Recipe with Calories & Nutrition Facts». mcd-breakfast-menu.com. Consultado el 6 de agosto de 2025.